# 額我略四世
額我略四世（拉丁語：Gregorius PP. IV；？—844年1月25日）是一位於828年3月29日至844年1月25日期間在位的教宗。他从827年10月获选，在他上任之前他首先请求获得了法兰克帝国国王的同意，因此从同年12月上任，至844年1月在位。

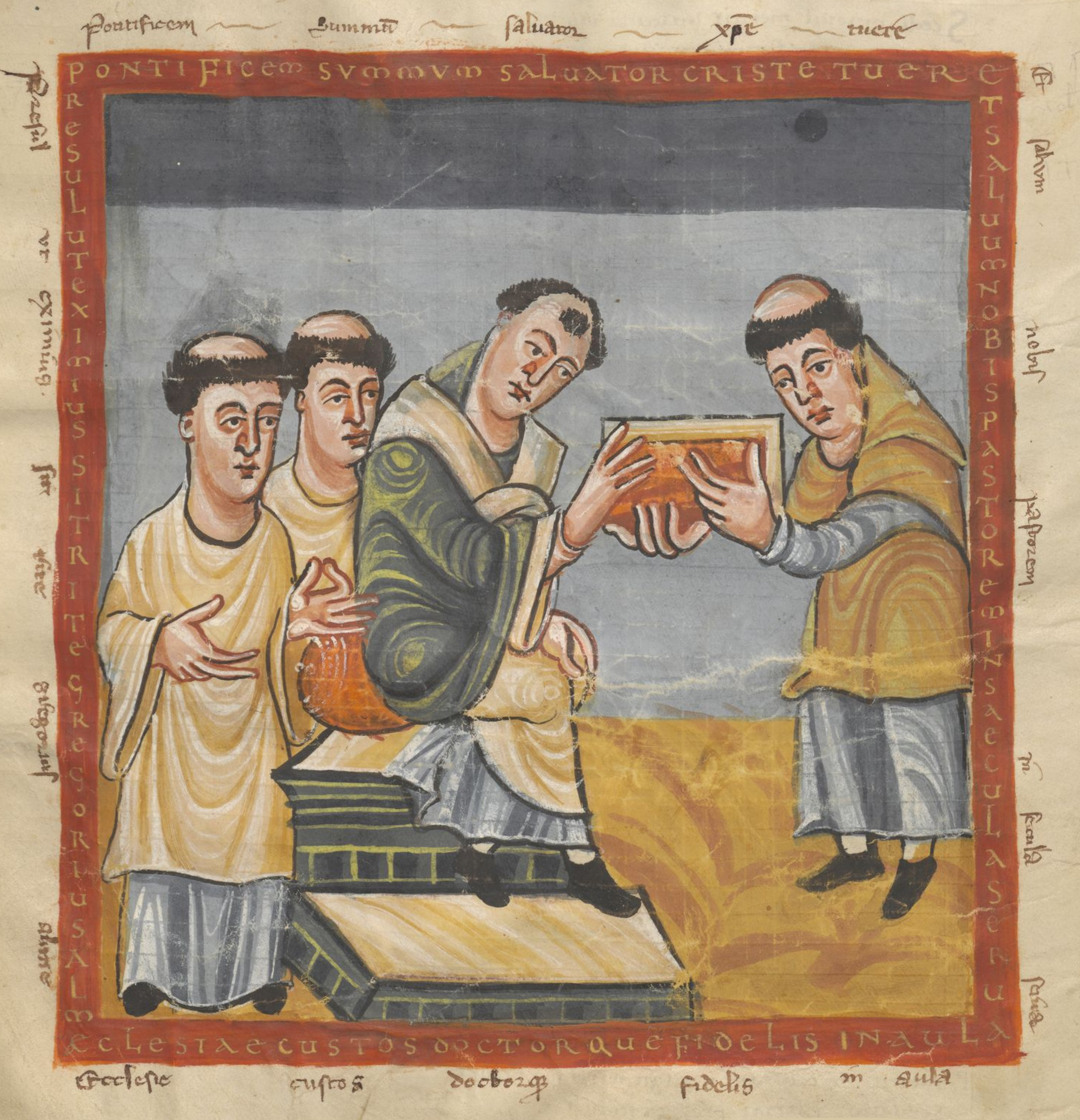
教宗額我略四世（中）接受冒罗斯（右）写的书，De Laude Crucis（约831年至840年）中的插图

額我略四世任职期间在法兰克帝国发生了剧烈的动乱。虔诚者路易本来将其帝国分给了他第一次婚姻中的三个儿子。但是823年他的第二任皇后又为他生了一个儿子查理后，路易重分其帝国，来让查理也获得一部分。
路易打算将丕平的部分领地分给查理，结果导致833年他的三个儿子全部开始反叛。額我略四世翻越阿尔卑斯山，试图在父子之间调停。833年6月末双方在科玛对阵数日，但是没有爆发战斗。額我略四世从路易的阵营裡与路易的儿子们进行谈判。但是与此同时路易的儿子们却逐渐说服了路易的效忠者转换阵营。路易的长子罗塞尔一世甚至说服額我略四世投靠自己。路易被迫退位。額我略四世宣布他被人当作傀儡使用了。
他遣送圣安斯伽尔赴斯堪的纳维亚向诺曼人传教。与此同时在东罗马帝国关于如何使用圣像的争论刚好结束。据说額我略四世引入了諸圣节，在东正教裡这个节日已经从波尼法爵四世时就已经被引入了，不过在东正教諸圣节不是在11月1日，而是在五旬節的周日。

## 譯名列表
- 額我略四世：天主教香港教區禮儀委員會：禧年專頁 （页面存档备份，存于）作額我略。
- 國瑞四世：香港天主教教區檔案　歷任教宗作國瑞。
- 格列高列四世：《大英簡明百科知識庫》2005年版[]作格列高列。
- 格雷戈里四世：《世界人名翻譯大辭典》1993年版作格雷戈里。
- 格列哥里四世：國立編譯舘作格列哥里。